# Intelligent Systems
Intelligent Systems Co., Ltd. (株式会社インテリジェントシステムズ, Kabushiki-Gaisha Interijento Shisutemuzu) és una desenvolupadora de videojocs interna de Nintendo. Intelligent Systems es forma amb membres eixits del Nintendo R&D1 per a crear la seua pròpia desenvolupadora. Des dels seus inicis, mantenen una estreta relació amb Nintendo, i més exactament amb Gunpei Yokoi, director del R&D1, amb el qual treballen braç a braç en molts dels seus jocs, fent difícil saber quins jocs han estat desenvolupats per Intelligent Systems i quals pel R&D1. Al llarg dels anys, aquesta desenvolupadora ha creat grans franquícies per a la marca Nintendo com poden ser Metroid, Paper Mario, WarioWare, Advance Wars o Fire Emblem. Però no només crea videojocs, sinó que a més al llarg d'aquests anys ha creat diferents eines per a la programació en totes les consoles Nintendo, a més de productes com el Super Game Boy o el Game Boy Player.

## Videojocs
- Metroid (NES)1986
- Famicom Wars (NES)1988
- Alleyway (GB)1989
- Fire Emblem: Ankoku Ryū to Hikari no Tsurugi (NES)1990
- Game Boy Wars (GB)1991
- Metroid II: Return of Samus (GB)1991
- Fire Emblem Gaiden (NES) (1992)
- Kaeru no Tame ni Kane wa Naru (GB) (1992)
- Battle Clash (SNES) (1992)
- Metal Combat: Falcon's Revenge (SNES)1993
- Fire Emblem: Monshō no Nazo (SNES) (1994)
- Super Metroid (SNES) (1994)
- Galactic Pinball (VB) (1995)
- Panel de Pon (SNES) (1995)
- Fire Emblem: Seisen no Keifu (SNES) (1996)
- Tetris Attack (SNES, GB) (1996)
- Game & Watch Gallery 2 (GB)1997
- Super Famicom Wars (SNES)1998
- Fire Emblem: Thracia 776 (SNES)1999
- Pokémon Puzzle League (N64) (2000)
- Pokémon Puzzle Challenge (GBC) (2000)
- Paper Mario (N64) (2000)
- Trade & Battle: Card Hero (GBC) (2000)
- Advance Wars (GBA) (2001)
- Mario Kart: Super Circuit (GBA) (2001)
- Napoleon (GBA) (2001)
- Fire Emblem: Fūin no Tsurugi (GBA) (2002)
- Metroid Fusion (GBA) (2002)
- Advance Wars 2: Black Hole Rising	(GBA) (2003)
- Wario Ware, Inc.: Mega Party Game$	(NGC) (2003)
- Fire Emblem (GBA) (2003)
- Game Boy Wars Advance 1+2 (GBA) (2004)
- Paper Mario: The Thousand Year Door (NGC) (2004)
- Wario Ware: Touched! (NDS) (2004)
- Fire Emblem: The Sacred Stones (GBA) (2004)
- Wario Ware Twisted! (GBA) (2004)
- Advance Wars: Dual Strike (NDS) (2005)
- Dr. Mario & Puzzle League (GBA) (2005)
- Fire Emblem: Path of Radiance (NGC) (2005)
- Kanji Sonomama: DS Rakuhiki Jiten (NDS) (2006)
- Wario Ware: Smooth Moves (Wii) (2006)
- Fire Emblem: Akatsuki no Megami (Wii) (2007)
- Planet Puzzle League (NDS) (2007)
- Super Paper Mario (Wii) (2007)
- Advance Wars: Days of Ruin (NDS) (2008)
- Fire Emblem: Shadow Dragon Rises (NDS) (2008)
- Pullblox (N3DS) (2011)
- Paper Mario: Sticker Star (N3DS) (2012)
- Fire Emblem: Awakening (N3DS) (2012)
- Game & Wario (WiiU) (2012)